# Messa di inizio del pontificato

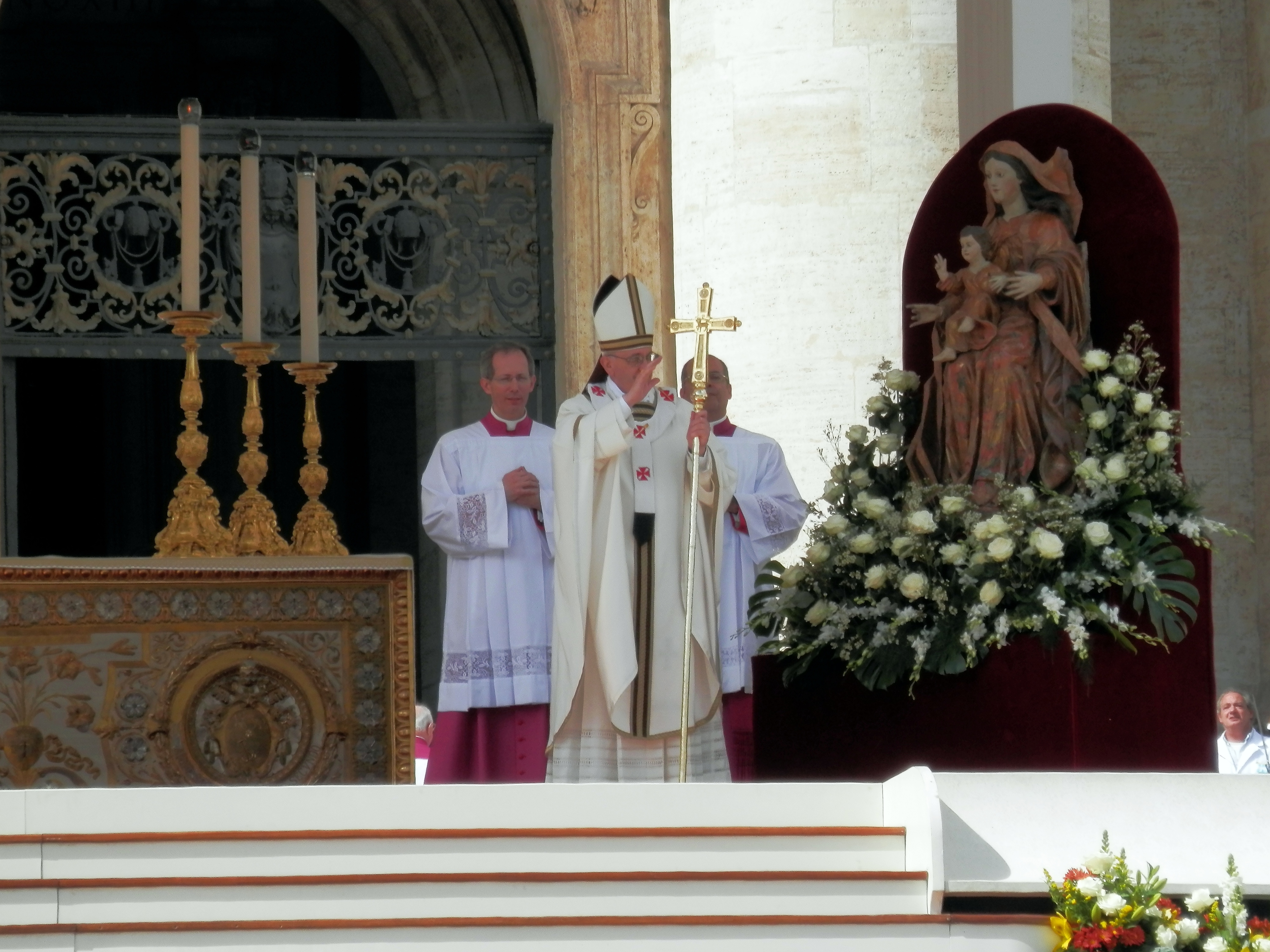
Papa Francesco il 19 marzo 2013, durante la messa per l'inizio del ministero petrino

La messa di inizio del pontificato, chiamata anche messa inaugurale del pontificato, o messa d'intronizzazione, o ancora messa di inizio del ministero petrino, o gergalmente messa di inaugurazione, oppure formalmente Santa messa con imposizione del pallio e consegna dell'anello del pescatore per l'inizio del ministero petrino del vescovo di Roma, è la liturgia con la quale, da papa Giovanni Paolo I in poi, il neoeletto pontefice della Chiesa cattolica inizia ufficialmente il suo ministero.
All'interno della celebrazione, celebrata secondo il rito romano, sono presenti elementi di rito bizantino. Da papa Luciani in poi l'inaugurazione del ministero petrino ha preso il posto della cerimonia dell'incoronazione papale, praticata per secoli. La messa d'inizio del ministero petrino, con o senza incoronazione, ha solo un significato simbolico, in quanto il papa entra in carica e inizia il suo ministero di papa e vescovo di Roma immediatamente dopo aver accettato la propria elezione.

## Storia

### Abbandono dell'incoronazione papale

#### Paolo VI abbandona la tiara

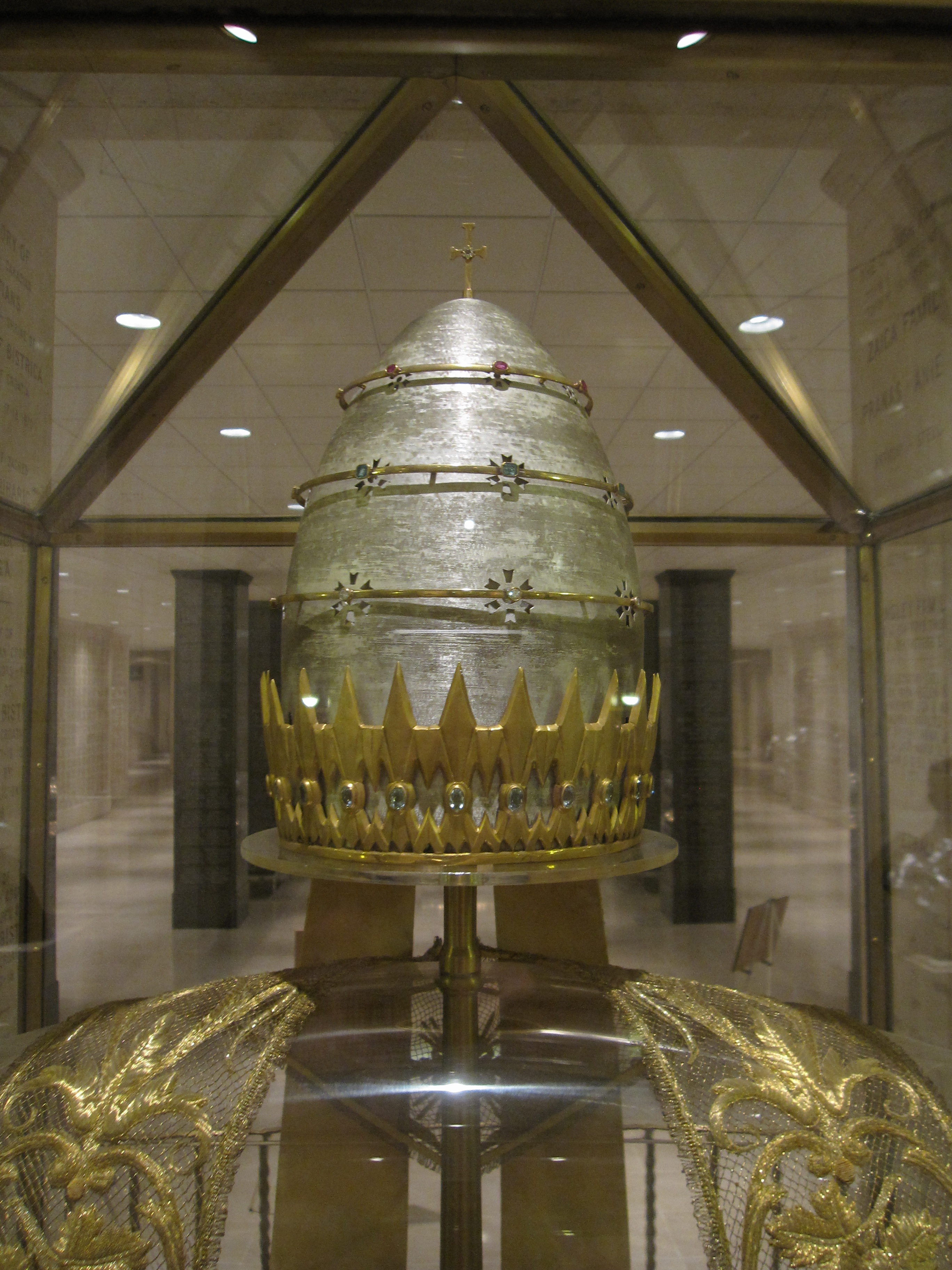
La tiara di papa Paolo VI esposta nella basilica del santuario nazionale dell'Immacolata Concezione di Washington

Nell'XI secolo l'inaugurazione del ministero petrino prese la forma di un'incoronazione. L'incoronazione era parte integrante dell'intronizzazione del papa, che consisteva essenzialmente nell'imposizione del triregno sul capo del pontefice da parte del decano dell'ordine dei diaconi. Papa Paolo VI fu l'ultimo papa ad essere incoronato e l'ultimo ad indossare la tiara, in quanto ne abbandonò l'uso durante una celebrazione liturgica officiata nella basilica di San Pietro in Vaticano. Infatti, iI 13 novembre 1964, festa di san Giovanni Crisostomo, al termine della messa, il segretario generale del Concilio, mons. Pericle Felici, dopo aver ricordato che la Chiesa, seguendo l'esempio di Cristo Redentore, sempre è stata madre dei poveri, annunciò che «il papa donava a loro la sua tiara». Papa Paolo VI, sceso dal trono, si recò all'altare e vi depose la sua tiara. La tiara gli era stata donata dall'arcidiocesi di Milano. II gesto commovente suscitò una grande sorpresa. La tiara fu poi venduta per volere del pontefice e il ricavato fu donato in beneficenza. Oggi la tiara è conservata nella basilica del santuario nazionale dell'Immacolata Concezione a Washington.

### Giovanni Paolo I non viene incoronato
Sebbene papa Paolo VI avesse deciso di non indossare più il triregno, la costituzione apostolica del 1975 Romano Pontifici Eligendo, emanata dal medesimo pontefice, continuava a prevedere una cerimonia di incoronazione per i suoi successori. Tuttavia, papa Giovanni Paolo I, eletto nel conclave dell'agosto 1978, volle che la cerimonia d'intronizzazione fosse più semplice, e incaricò mons. Virgilio Noè, maestro delle celebrazioni liturgiche pontificie, di organizzare una cerimonia di inizio del ministero petrino che non prevedesse l'utilizzo della tiara. Avvenuta la sera del 3 settembre 1978 nel contesto di una messa di inaugurazione, la cerimonia fu caratterizzata dalla sola imposizione del pallio sulle spalle del nuovo papa, l'imposizione dell'anello del pescatore e il ricevimento dell'obbedienza dei cardinali.

### Giovanni Paolo II segue l'esempio del predecessore

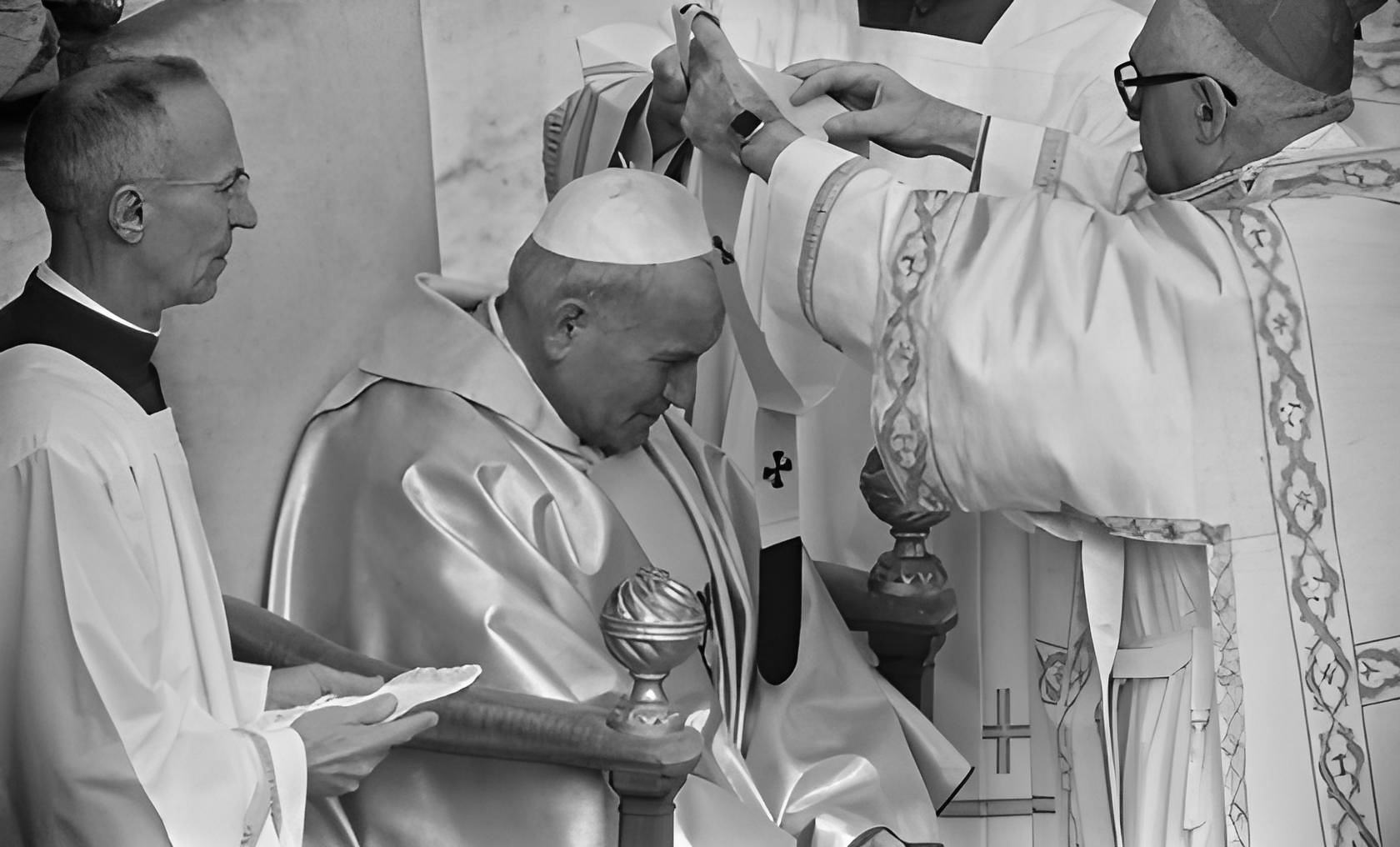
Papa Giovanni Paolo II riceve il pallio

Il suo successore, papa Giovanni Paolo II, ne seguì l'esempio, anche se apportò alcune piccole modifiche al cerimoniale. La messa di inaugurazione del pontificato venne celebrata non la sera, come accadde per papa Giovanni Paolo I, ma la mattina. Nell'omelia di inizio pontificato, papa Giovanni Paolo II, riferendosi all'incoronazione papale, disse quanto segue:
(Papa Giovanni Paolo II, Omelia di inizio del pontificato, domenica, 22 ottobre 1978)
Nella costituzione apostolica Universi Dominici Gregis del 1996, papa Giovanni Paolo II stabilì che:
(Papa Giovanni Paolo II, Universi Dominici Gregis, n.92)
ma non ne precisò la forma, lasciando libera decisione ai futuri pontefici. Nella sopracitata costituzione apostolica papa Giovanni Paolo II tolse ogni riferimento all'incoronazione papale, sostituendo il termine con quello di inaugurazione.

### L'inaugurazione moderna
Finora cinque papi moderni hanno rifiutato l'incoronazione, preferendo una cerimonia d'insediamento più semplice: papa Giovanni Paolo I, papa Giovanni Paolo II (entrambi eletti nel 1978), papa Benedetto XVI (2005), papa Francesco (2013) e papa Leone XIV (2025).
La moderna inaugurazione del ministero petrino, sviluppata e modificata a partire dalla forma utilizzata per papa Giovanni Paolo I, avviene durante una celebrazione eucaristica (solitamente celebrata in piazza San Pietro, che, secondo la tradizione, è il luogo del martirio di San Pietro, di cui il papa è successore) e prevede la formale imposizione del pallio, simbolo della giurisdizione universale del papa, al neoeletto pontefice da parte del cardinale protodiacono, la recita dell'orazione pro pontifice da parte del cardinale protopresbitero e l'imposizione dell'anello del pescatore da parte del cardinale decano.
La cerimonia non include il presunto giuramento papale che alcuni cattolici tradizionalisti affermano, senza prove, essere stato prestato dai papi prima di Giovanni Paolo I. Ne criticano l'assenza e alcuni gruppi sedevacantisti rifiutano di accettare la legittimità dei papi moderni a causa dell'assenza sia del presunto giuramento che della tiara.

### Regolamentazione della liturgia
Rituali ad hoc sono stati utilizzati per le inaugurazioni dei pontificati di papa Giovanni Paolo I e papa Giovanni Paolo II. Il 20 aprile 2005 papa Benedetto XVI ha approvato un rito permanente, di cui una bozza era stata preparata dall'Ufficio delle celebrazioni liturgiche del Sommo Pontefice sotto il pontificato di papa Giovanni Paolo II. Questo è stato pubblicato come libro liturgico ufficiale della Chiesa con il nome Ordo Rituum pro Ministerii Petrini Initio Romae Episcopi (in italiano Ordine dei riti per l'inaugurazione del ministero petrino del vescovo di Roma). L'arcivescovo Piero Marini, cerimoniere pontificio, lo ha descritto come parte dell'applicazione ai riti pontifici delle riforme liturgiche successive al Concilio Vaticano II.
L'Ordo contiene non solo il rito della messa dell'inaugurazione, ma anche quello della messa in occasione della presa di possesso della cathedra romana, la cattedra del vescovo di Roma, nella basilica di san Giovanni in Laterano. Solitamente i papi prendono possesso della basilica lateranense entro pochi giorni dall'inaugurazione del pontificato. Questo rito, conosciuto in latino come incathedratio, è l'ultimo dei riti inaugurali del sommo pontefice.
Il 18 febbraio 2013, poco prima delle sue dimissioni, papa Benedetto XVI introdusse alcune modifiche all'Ordo pubblicato nel 2005: le cerimonie strettamente non sacramentali si svolgono prima o al di fuori della messa; è prevista una scelta musicale più ampia; le visite alle due basiliche papali di San Paolo fuori le Mura e di Santa Maria Maggiore potranno essere compiute quando il neoeletto pontefice riterrà più opportuno, anche a distanza di tempo dall'elezione, e nella forma che giudicherà più adatta, sia essa una messa, la celebrazione della Liturgia delle Ore o un atto liturgico particolare come quello attualmente prescritto; viene ripristinato l'atto di omaggio individuale di ciascun cardinale al nuovo pontefice (anche se papa Francesco e papa Leone XIV non hanno ricevuto l'omaggio di tutto il collegio cardinalizio, ma solo di una rappresentanza).
Tali regolamentazioni liturgiche vengono non sempre rispettate nella loro interezza, ma alcuni gesti e simboli vengono adattati alle scelte del pontefice.

### Inaugurazione del ministero petrino di papa Benedetto XVI

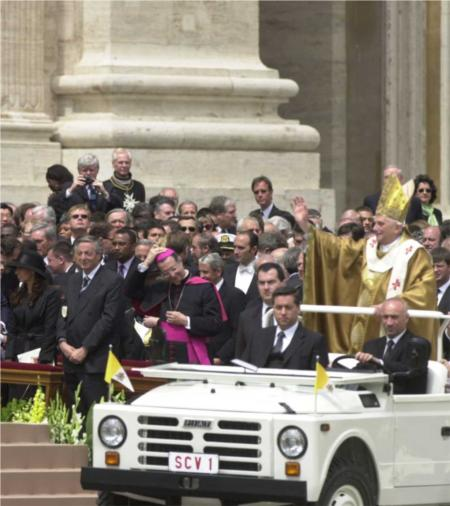
Papa Benedetto XVI saluta dalla papamobile i fedeli convenuti in piazza San Pietro per l'inaugurazione del suo ministero petrino

Papa Benedetto XVI, eletto il 19 aprile 2005, celebrò la messa d'inizio del ministero petrino il 24 dello stesso mese. Il neoeletto pontefice approvò e rettificò la liturgia con le nuove procedure già il 20 aprile 2005, il giorno dopo la sua elezione. La cerimonia ebbe inizio con la prestazione dell'omaggio da parte di papa Ratzinger e dei cardinali alla tomba di San Pietro, situata sotto l'altare maggiore della basilica di San Pietro. Dopo aver reso omaggio al principe degli apostoli, il pontefice, insieme ai cardinali, si recò in processione verso il sagrato di piazza San Pietro, luogo dove, già da papa Luciani, si svolge tradizionalmente la messa d'inizio pontificato. Durante la processione, furono intonate le Laudes Regiae, con le quali si invoca l'aiuto per il nuovo papa.
Dopo la liturgia della parola, il cardinale Jorge Medina, cardinale protodiacono, rivolto verso il papa, pronunciò questa preghiera in latino:
Illi Pastor bonus suos agnos suasque oves pascere præcepit tu, hodie Petro succedis in Episcopatu huius Ecclesiæ quam ille, cum apostolo Paulo, fidei genuit.
A lui il buon Pastore ha comandato di pascere i suoi agnelli e le sue pecorelle e a lui oggi tu succedi nell'Episcopato di questa Chiesa che egli ha generata alla fede assieme all'apostolo Paolo.
Lo Spirito di Verità, che procede dal Padre, doni abbondante ispirazione e discernimento al tuo ministero per confermare i fratelli nell'unità della fede.»
Dopo aver pronunciato la preghiera, il cardinale Jorge Medina impose sulle spalle del pontefice il pallio. Il pallio scelto da papa Benedetto XVI era diverso da quello usato dai papi precedenti: la forma anteriore rievoca l'antico omoforio (ancora oggi utilizzato dai vescovi orientali); più largo del pallio arcivescovile standard, sebbene non largo come il moderno omophorion; era lungo 2,4 metri e realizzato in lana con punte di seta nera. Aveva cinque croci di seta rossa ricamate invece delle sei nere del normale pallio arcivescovile. Papa Benedetto XVI, più tardi nel suo pontificato, userà un pallio simile a quello dei suoi immediati predecessori, ma con un taglio più lungo e più largo e sei croci rosse.
Dopo la consegna del pallio e prima della consegna dell'anello del pescatore, il cardinale Stephen Kim Sou-hwan, in qualità di cardinale protopresbitero, pronunciò la preghiera formale in latino per il nuovo papa:
Deus, qui adesse non dedignaris
ubi recto corde devotaque mente
invocaris supplicationibus Ecclesiæ
tuæ quæsumus adesto:
super famulum tuum et Papam
Benedictum, quem officio servitutis
nostræ in culmine apostolico
constituisti, dexteræ tuæ
Benedictionem effunde et ipse
roboretur Dono Spiritus tui ut
tantum ministerium ita digne ferat
sicut tantæ dignitatis charismate
augetur.
O Dio che non deludi chi ti
invoca con cuore retto e fedele,
ascolta le suppliche della tua
Chiesa: al tuo servo, il nostro
Papa Benedetto, che hai posto al
vertice del ministero apostolico,
per mezzo del nostro umile servizio
concedi la tua Benedizione
e rafforzalo con il Dono del tuo
Spirito perché il suo alto ministero
corrisponda alla grandezza
del carisma che tu gli hai
conferito.
Per Cristo nostro Signore.»
Il cardinale Angelo Sodano, in qualità di decano del collegio cardinalizio, prima di consegnare l'anello al pontefice, disse in latino:
Pastor animarum nostrarum
Christus, Filius Dei vivi, qui super
petram Ecclesiam suam ædificavit,
Ipse tibi donet Anulum
sigillum Petri Piscatoris, qui
suam spem in mari Galilææ
expertus est, cui Dominus Iesus
cælorum Regni claves commisit.
Beato apostolo Petro tu hodie
succedis in Episcopatu huius Ecclesiæ,
quæ caritatis unitati
præsidet ut beatus apostolus
Paulus docuit; Spiritus caritatis,
in corda nostra effusus, vim et
suavitatem largiatur tuo ministerio omnes in Christum credentes in unitatis communione
Figlio del Dio vivente, Pastore
e Vescovo delle nostre anime,
che ha edificato la sua Chiesa
sulla roccia, ti doni l'Anello,
sigillo di Pietro il Pescatore, che
ha vissuto la sua speranza sul
mare di Tiberiade e al quale il
Signore Gesù ha consegnato le
chiavi del Regno dei cieli.
Oggi tu succedi al Beato Pietro
nell'Episcopato di questa Chiesa,
che presiede alla comunione
dell'unità secondo l'insegnamento
del Beato apostolo Paolo.
Lo Spirito dell'amore effuso nei
nostri cuori ti pervada di forza e mitezza per custodire con il tuo
ministero i credenti in Cristo
nell'unità della comunione.»
Invece di far inginocchiare individualmente davanti al papa ciascuno degli oltre cento cardinali per rendergli omaggio, come rappresentanza lo fecero dodici persone: il cardinale Angelo Sodano, il cardinale Stephen Kim Sou-hwan, il cardinale Jorge Arturo Medina Estévez, il vescovo Andrea Erba, (vescovo della diocesi suburbicaria di Velletri-Segni, della quale papa Benedetto XVI era titolare), padre Enrico Pomili (parroco dell'ex chiesa di cui era titolare Benedetto XVI prima di diventare papa: Santa Maria Consolatrice al Tiburtino), un diacono, un religioso, una suora benedettina, una coppia di coniugi coreani, una giovane donna dello Sri Lanka e un giovane della Repubblica Democratica del Congo (entrambi cresimati recentemente).
Dopo l'omaggio, la celebrazione è proseguita con l'omelia del pontefice e successivamente con la liturgia eucaristica.
Al termine della messa, papa Benedetto XVI salutò all'interno della basilica di San Pietro in Vaticano, davanti all'altare della confessione, varie delegazioni presenti alla celebrazione. Nei giorni seguenti visitò le altre basiliche maggiori di Roma. Il 25 aprile 2005, il giorno dopo la messa d'inizio del ministero, ha reso omaggio a San Paolo visitando San Paolo fuori le Mura. Il 7 maggio prese possesso della basilica di San Giovanni in Laterano. Più tardi, in serata, venerò l'icona di Maria Salus Populi Romani nella basilica di Santa Maria Maggiore.

### Inaugurazione del ministero petrino di papa Francesco

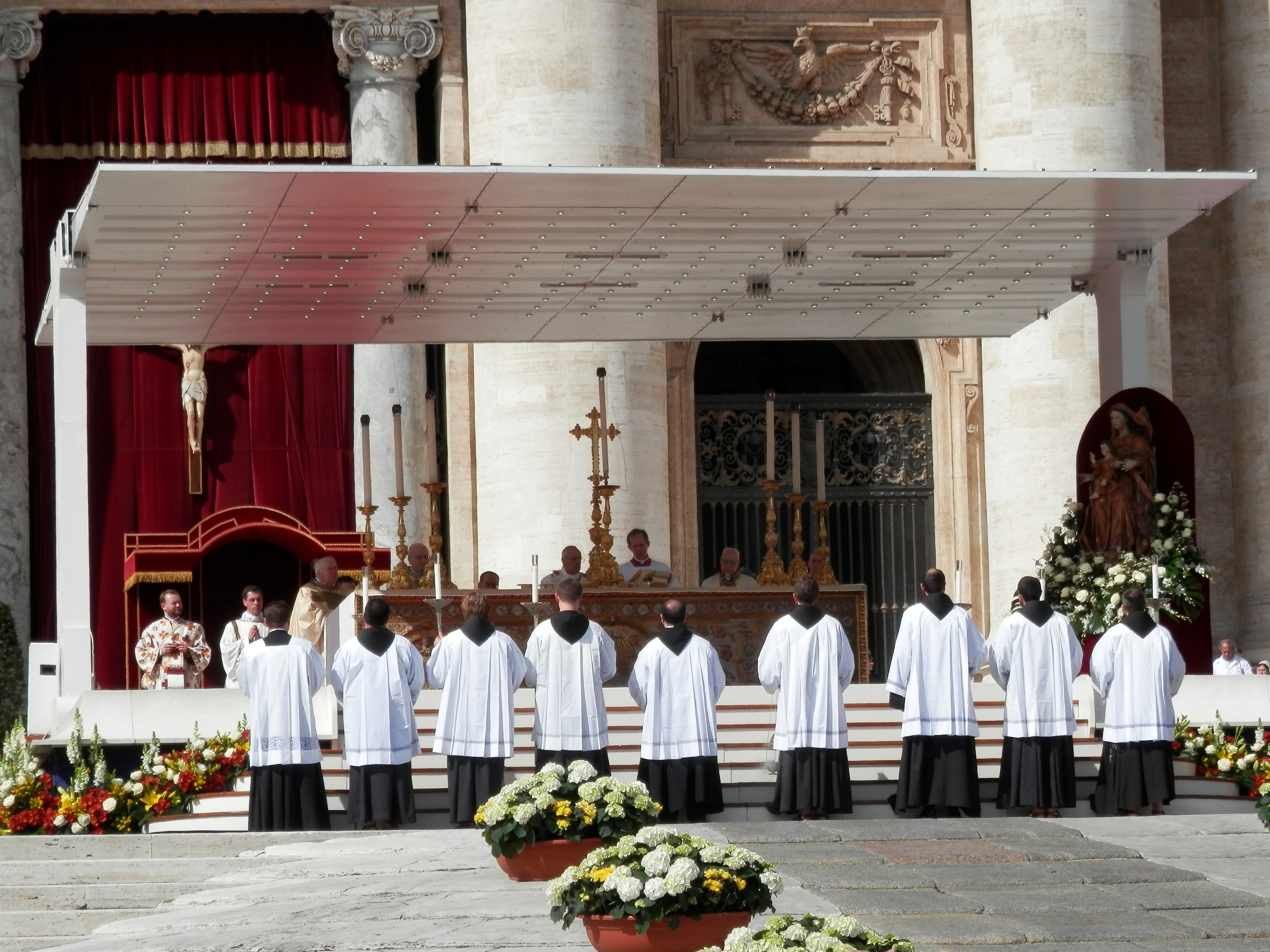
Momento della liturgia eucaristica durante la messa di inaugurazione del ministero petrino di papa Francesco

Papa Francesco, eletto il 13 marzo 2013, celebrò la messa d'inizio del pontificato il 19 dello stesso mese, solennità di San Giuseppe. Per la celebrazione preferì usare una delle prime mitrie che era solito indossare da vescovo ausiliare, e poi da arcivescovo, di Buenos Aires; decise di portare la ferula di papa Benedetto XVI.
Papa Francesco, prima della celebrazione, si recò, proprio come fece il suo predecessore, assieme ai patriarchi e agli arcivescovi maggiori delle Chiese orientali cattoliche, presso la tomba di San Pietro nella basilica di San Pietro in Vaticano. Dopo una breve momento di preghiera, il papa e tutto il clero presente si recarono processionalmente verso piazza San Pietro; durante il tragitto, vennero intonate le Laudes Regiae.
Seguendo le modifiche apportate da papa Benedetto XVI all'Ordo Rituum pro Ministerii Petrini initio Romae Episcopi, subito dopo l'introito e il saluto, il cardinale protodiacono, Jean-Louis Tauran, impose sulle spalle del papa il pallio; prima che fosse consegnato l'anello del pescatore al neoeletto pontefice, il secondo cardinale nell'ordine presbiterale, Godfried Danneels, recitò, al posto del cardinale protopresbitero Paulo Evaristo Arns, assente quel giorno, la preghiera per il papa; subito dopo il decano del collegio cardinalizio, Angelo Sodano, impose al pontefice il suo anello in argento dorato. Sei cardinali, due per ogni ordine, hanno poi professato la loro obbedienza a papa Francesco a nome del collegio cardinalizio. I sei cardinali erano: Giovanni Battista Re e Tarcisio Bertone in rappresentanza dei cardinali vescovi, Joachim Meisner e Jozef Tomko in rappresentanza dei cardinali presbiteri, e Renato Raffaele Martino e Francesco Marchisano in rappresentanza dei cardinali diaconi.
La celebrazione è proseguita nel modo consueto. Al termine della messa, papa Francesco salutò all'interno della basilica di San Pietro in Vaticano, davanti all'altare della confessione, varie delegazioni presenti alla celebrazione.

### Inaugurazione del ministero petrino di papa Leone XIV

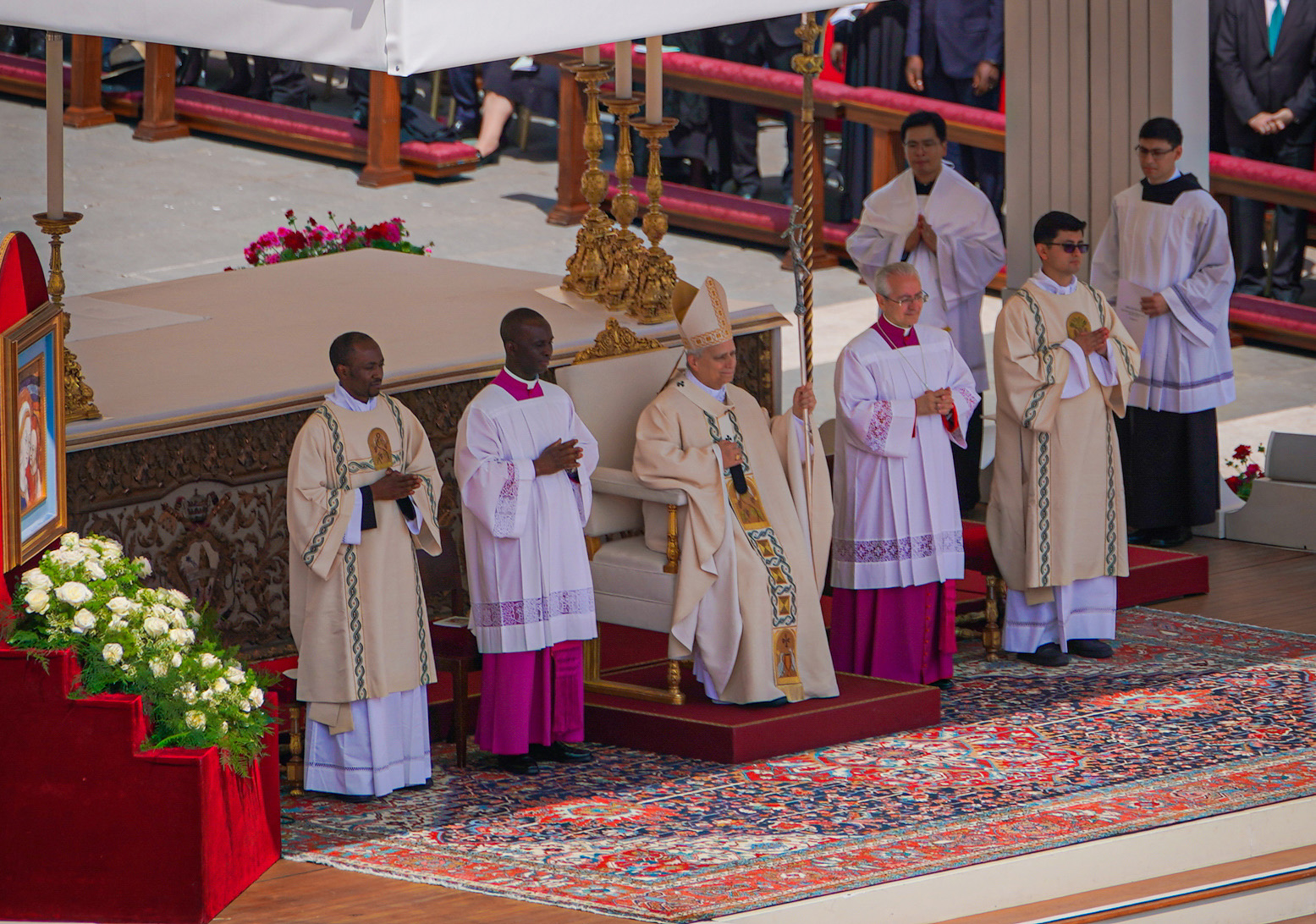
Papa Leone XIV il 18 maggio 2025, durante la messa per l'inizio del ministero petrino

Papa Leone XIV, eletto l'8 maggio 2025, celebrò la messa inaugurale del pontificato il 18 dello stesso mese sul sagrato di piazza San Pietro. Per la celebrazione indossò una casula appartenuta a papa Giovanni Paolo II e indossata svariate volte dai successori, mentre utilizzò la ferula di papa Paolo VI realizzata da Lello Scorzelli e una mitria realizzata per l'occasione.
La liturgia ebbe inizio all'interno della basilica di San Pietro in Vaticano; qui papa Leone XIV, con i patriarchi e gli arcivescovi maggiori delle Chiese orientali cattoliche, scese al sepolcro di san Pietro, e sostò in preghiera. Questo momento rimarca il profondo legame del vescovo di Roma all'apostolo Pietro e al suo martirio. Terminata la sosta davanti la tomba di san Pietro, prese avvio la processione solenne verso il sagrato antistante la basilica, mentre venivano intonate le Laudes Regiae; il pallio, l'anello del pescatore e l'evangeliario vennero portati processionalmente da due diaconi.
Dopo i riti iniziali e la liturgia della parola, ebbe luogo l'imposizione del pallio e la consegna dell'anello del pescatore, che sono i riti peculiari di questa celebrazione. Secondo le modifiche volute da papa Benedetto XVI nel 2013 e attuate da papa Francesco nella sua messa inaugurale del pontificato, i riti propri di questa messa sarebbero dovuti avvenire all'inizio o fuori della messa, ma si è preferito ritornare al modello celebrativo dell'inaugurazione del ministero petrino del 2005. Dunque, terminato l'annuncio del Vangelo, si avvicinarono a papa Leone XIV tre cardinali rappresentanti i tre ordini cardinalizi. Il primo, il cardinale Mario Zenari, dell'ordine dei diaconi, gli impose il pallio; il secondo, il cardinale Fridolin Ambongo Besungu, appartenente all'ordine dei presbiteri, chiese, con una speciale preghiera, la presenza e l'assistenza del Signore su papa Leone XIV; il terzo, il cardinale Luis Antonio Tagle, dell'ordine dei vescovi, pronunciò un'orazione, e poi consegnò al pontefice l'anello del pescatore. Questo momento si concluse pregando lo Spirito Santo perché arricchisse il nuovo pontefice di forza e mitezza. Dopo l'imposizione delle insegne episcopali petrine, prestarono obbedienza a papa Leone XIV alcuni rappresentanti delle varie categorie ecclesiastiche, in particolare: i cardinali Frank Leo, Jaime Spengler e John Ribat; il vescovo di Callao monsignor Luis Alberto Barrera Pacheco; un sacerdote; due religiosi: suor Oonah O'Shea, superiora generale delle religiose di Notre Dame de Sion e presidente dell'Unione Internazionale delle Superiore Generali, e il preposito generale dei gesuiti Arturo Sosa; quindi una coppia di sposi e due giovani.
Dopo il rito dell'obbedienza, il Santo Padre benedisse l'assemblea col libro dei Vangeli e pronunciò l'omelia, dove espresse il desiderio di vedere una "Chiesa unita, segno di unità e di comunione, che diventi fermento per un mondo riconciliato". Dopo la liturgia eucaristica e prima di concludere la celebrazione, il pontefice pronunciò una breve allocuzione e, dopo il canto del Regina Caeli, impartì la benedizione solenne. Concelebrarono con papa Leone XIV, sul sagrato, 200 cardinali e 750 tra arcivescovi, vescovi e sacerdoti; parteciparono 156 delegazioni da tutto il mondo, oltre a 39 delegazioni ecumeniche di altre Chiese, tra cui il patriarca ecumenico di Costantinopoli Bartolomeo I. In piazza San Pietro e in via della Conciliazione si stima fossero presenti circa 200 mila persone.
Al termine della celebrazione, papa Leone XIV sostò davanti all'altare della confessione, nella basilica di San Pietro in Vaticano, per salutare le delegazioni ufficiali convenute alla celebrazione.

## Elenco delle messe di inaugurazione del pontificato dal 1978 ad oggi
| Pontefice         | Data                       | Luogo della celebrazione              |
| ----------------- | -------------------------- | ------------------------------------- |
| Giovanni Paolo I  | Domenica, 3 settembre 1978 | Piazza San Pietro, Città del Vaticano |
| Giovanni Paolo II | Domenica, 22 ottobre 1978  | Piazza San Pietro, Città del Vaticano |
| Benedetto XVI     | Domenica, 24 aprile 2005   | Piazza San Pietro, Città del Vaticano |
| Francesco         | Martedì, 19 marzo 2013     | Piazza San Pietro, Città del Vaticano |
| Leone XIV         | Domenica, 18 maggio 2025   | Piazza San Pietro, Città del Vaticano |